# Ivermectină
Ivermectina este un derivat semisintetic din clasa avermectinelor, un grup de lactone macrociclice produse de Streptomyces avermitilis, fiind utilizat ca antihelmintic. Ea are o acțiune microfilaricidă în oncocercoză (boală parazitară determinată de Onchocerca volvulus) și reduce numărul microfilariilor fără efectele toxice ale dietilcarbamazinei. Ivermectină are, de asemenea, o acțiune microfilaricidă  în filarioză limfatică și este utilizat în tratamentul acesteia. Ivermectină este activă și în alte helmintiaze. Acesta este utilizată în tratamentul strongiloidozei și a fost încercată în unele infecții cu Mansonella. Este folosită în tratamentul unor boli parazitare ale pielii, inclusiv scabia și pediculoza.
Molecula a fost descoperită în 1975 și a fost aprobată pentru uz medical în anul 1981. Se află pe lista medicamentelor esențiale ale Organizației Mondiale a Sănătății.
În SUA este folosită sub denumirile comerciale Stromectol și Sklice. În România, Ivermectina este autorizată pentru uz uman doar ca cremă sub denumirea comercială Soolantra 10 mg/g cremă..
În medina veterenară ivermectină este folosită în România ca antiparazitară sub denumirile comerciale: Baymec 1%, Cevamec 1%, Pandex 1%, Romivermectin 1%, Eqvamec P, Biomectin 1%, Iveripra I, Ivomec plus, Endectocid, Iver-mix 0,6%, Eqvalan duo, Evomec, Evomec plus, Iver-mite otic, Pyramectin 25, Bremamectin, Eraquell tabs, Ivermectina FP, Kepromec super inj., Ecvirom I, Noromectin, Equimax tabs, Dufamec 1% inj, Intermectin, Ivomec 0,6%, Biomec, Iverprazin, Ecvan, Crimectin Inj, Columbo spot, Bimectin plus, Closamectin 5 mg/ml + 200 mg/ml, Animec Super, Noromectin 18,7 mg/g, Noromectin Praziquantel Duo, Ecomectin 6 mg/g, Vanmectin small animal, Equiverm Duo, Para Protect, Pandex 6 mg/g, Crimectin Plus, Vanmectin, Closamectin 5 mg/ml/125 mg/ml, Fairmectin 6 mg/g, Iverveto Injection 10 mg/ml, Ivertin 10 mg/ml.